# Sidney Fay
Sidney Bradshaw Fay, född 13 april 1876 i Washington, D.C., död 29 augusti 1967 i Lexington, Massachusetts, var en amerikansk historiker.
Sidney Fay var professor vid Dartmouth College 1902–1914, professor vid Smith College 1914–1929 och därefter vid Harvard University. Han ägnade sig främst åt studier av Europas historia. Fays huvudarbete är det uppmärksammade, på ingående källforskning grundade The Origins of the World War (2 band, 1928), en analys av första världskrigets orsaker. Bland hans övriga skrifter märks Rise of Brandenburg-Prussia to 1786 (1937). Fay var tillsammans med andra redaktör för Smith College Studies in History (1915–1929), American Historical Review (1924-1930) och Journal of Modern History samt medarbetade i flera tidskrifter, bland annat American Historical Review och Current History.